# Hibernian Women's Football Club
El Hibernian Women's Football Club (antes llamado Hibernian Girls & Ladies) es un club de fútbol femenino de la ciudad de Edimburgo, Escocia. Fue fundado en 1999 y juega en la Scottish Women's Premier League, primera división de la especialidad en el país. Hibernian Women es la sección femenina del Hibernian masculino.

## Historia
El club fue fundado en 1997 por Iain Johnston y Paul Johnston, y en sus dos primeras temporadas fue auspiciado por el Preston Athletic, un club amateur de Pennypit Park en Prestonpans. El club fue refundado en 1999 con el nombre de Hibernian y desde entonces es uno de los clubes más exitosos de Escocia. En 2006-07 el club aseguró un doblete, ganado la liga con un 100% de eficiencia.
El club ganó la Copa de Escocia femenina en 2010, su quinto título en ocho años.
En enero de 2011, seis jugadoras del Hibernian fueron llamadas a la selección de Escocia. En mayo de 2011 el equipo derrotó a sus rivales locales, los Spartans, por 5-2 en la final de la Copa de la Liga de Escocia.
Ganó la Copa de Escocia nuevamente en 2016, 2017 y 2018.
En 2019 dos jugadoras del club fueron convocadas para jugar la Copa Mundial Femenina de 2019.

## Entrenadores
- Chris Roberts ( -2017)
- Kevin Milne (2017–18)
- Grant Scott (2018–presente)

## Palmarés
| Competición nacional   | Títulos                                        | Subcampeonatos                                                |
| ---------------------- | ---------------------------------------------- | ------------------------------------------------------------- |
| Premier League (3/9)   | 2003–04, 2005–06, 2006–07                      | 2002–03, 2004–05, 2007–08, 2013, 2015, 2016, 2017, 2018, 2019 |
| Copas de Escocia (8/4) | 2003, 2005, 2007, 2008, 2010, 2016, 2017, 2018 | 2011, 2013, 2015, 2019                                        |
| Copa de la Liga (7/4)  | 2005, 2007, 2011, 2016, 2017, 2018, 2019       | 2007, 2009, 2014, 2015                                        |